# Iulo
Iulo, na mitologia romana, é um filho ou neto de Eneias, e ancestral da gens Iulia, família de Júlio César.
Algumas versões da mitologia identificam Iulo com Ascânio.
De acordo com Diodoro Sículo, Eneias teve dois filhos, Ascânio, filho de uma mulher troiana, e Sílvio, filho de Lavínia, filha de Latino. Após a morte de Eneias, Ascânio havia tentado matar Sílvio quando este criança, abandonando-o na montanha, mas ele foi encontrado por pastores.
Após a morte de Ascânio, rei de Alba Longa, Iulo, filho de Ascânio, e Sílvio dispurataram o trono, e o povo decidiu, no voto, que Sílvio seria o rei, com Iulo exercendo funções sacerdotais como pontífice máximo (pontifex maximus), equivalente a um segundo rei.
De acordo com Floro, Iulo era filho de Eneias, e era o ancestral dos reis de Alba Longa, sendo Amúlio e Numitor a sétima geração após Eneias e Iulo.
A gens Iulia, proeminente no final do século I a.C.  e no início do século I d.C.,[carece de fontes?] era descendente de Iulo.